# Берже, Мишель
Мишель Берже (фр. Michel Berger; настоящее имя Мишель Жан Амбюрже, фр. Michel Jean Hamburger; 28 ноября 1947, Нейи-сюр-Сен — 2 августа 1992, Раматюэль) — французский певец, композитор, продюсер и автор песен.

## Биография
Родился в семье врача и эссеиста Жана Амбюрже (1909 — 1992) и пианистки Аннетты Хаас (1912 — 2002).
Начинал в 60-е годы, участвуя в проекте «Salut les copains», запущенном на радио Europe 1. В то же время начал писать песни для других исполнителей — так, в 1967 году он пишет для Бурвиля песню «Les Girafes» .
В начале 70-х годов Берже спродюсировал два первых альбома молодой певицы Вероник Сансон, с которой у него был роман. В 1973 году Франсуаз Арди записывает первый за несколько лет большой хит «Message personnel», вошедший в её 14-й студийный альбом, получивший такое же название. Продюсером этого альбома и автором заглавной песни с него также стал Берже.
Разрыв отношений с Вероник Сансон вдохновил музыканта на запись первого сольного альбома «Cœur brisé» (в официальной дискографии певца этот альбом именуется также «Michel Berger»). В 1974 году Берже встречает певицу Франс Галль, для которой становится продюсером, а в 1976 году и мужем. У них родились дети, Полин  и Рафаэль.
В 1978 году Мишель Берже завершает работу (совместно с Люком Пламондоном, автором либретто) над рок-оперой Стармания (Starmania), её премьера состоялась 16 апреля 1979 года в парижском Дворце конгрессов.
12 июня 1992 года Берже и Галль выпускают совместный альбом «Double jeu». Через несколько недель, 2 августа, 44-летний Берже, занятый несколькими проектами одновременно, умирает от сердечного приступа, вызванного переутомлением.
Сохранилось свидетельство о том, что отец музыканта, (скончавшийся за полгода до смерти Берже), призывал его поберечь своё сердце и пройти медицинское обследование. Однако Берже совету не последовал. Более того, в день, когда у него случился приступ, он играл партию в теннис, которая вместо десяти минут продлилась час.
Похоронен на кладбище Монмартр (где покоятся и его родители) в Париже. Там же в 1997 году была похоронена дочь Берже Полин, умершая от муковисцидоза, и жена Франс Галль, умершая в 2018 году. 

## Студийные альбомы
- 1971 : Puzzle (инструментальный альбом);
- 1973 : Michel Berger;
- 1974 : Chansons pour une fan;
- 1975 : Que l’amour est bizarre;
- 1976 : Mon piano danse;
- 1980 : Beauséjour;
- 1981 : Beaurivage;
- 1982 : Dreams In Stone;
- 1983 : Voyou;
- 1985 : Différences;
- 1990 : Ça ne tient pas debout;
- 1992 : Double jeu (совместно с Франс Галль).